# Ibrahim Lodi
Ibrahim II Lodi (Pasjtoe: ابراهیم لودي; gestorven in Panipat, 21 april 1526) was sultan van Delhi tussen 1517 en 1526. Hij was de laatste sultan uit de Pathaanse (Afghaanse) Lodidynastie. Hij sneuvelde in 1526 in de slag bij Panipat tegen de troepen van de Mogolveldheer Babur.
Ibrahim Lodi werd sultan na de dood van zijn vader Sikandar Lodi in 1517, maar hij bezat niet diens capaciteiten als bestuurder. Hij moest talrijke opstanden neerslaan. De radja van Mewar, Rana Sanga, veroverde zoveel gebied op het sultanaat van Delhi dat hij Agra bedreigde. Ibrahim Lodi maakte zichzelf zeer impopulair onder de bestuurlijke elite door alle beambten door jongere te laten vervangen. 
De elite van het sultanaat nodigde Babur, een Mogolveldheer die eerder Kabul had veroverd en vanuit die stad het oosten van Afghanistan beheerste, uit om de sultan te verjagen. Dit lukte in 1526, toen Babur Lodi versloeg in de slag bij Panipat. Hoewel Lodi een veel groter leger op de been had gebracht, was de destijds revolutionaire combinatie van kanonnen en snelle cavalerie door Babur beslissend. Na de slag voegde Babur het sultanaat van Delhi toe aan zijn rijk. Een broer van Ibrahim Lodi, Mahmud Lodi, bleef nog een aantal jaren verzet bieden tegen de Mogols.